# Procés creuat
Procés creuat (cross processing en anglès, a vegades abreviat com a xpro) és el mètode de processar lliurement pel·lícula fotogràfica en una solució química destinada a un tipus diferent de pel·lícula. L'efecte va ser descobert independentment per molts fotògrafs diferents, moltes vegades per error, a l'època del C-22 i el E-4. Va ser utilitzat per publicitat de moda i fotografia de grups musicals. En els temps més recents s'ha convertit en un sinònim del moviment de la Lomografia.
El procés creuat normalment comporta un dels dos mètodes següents: 

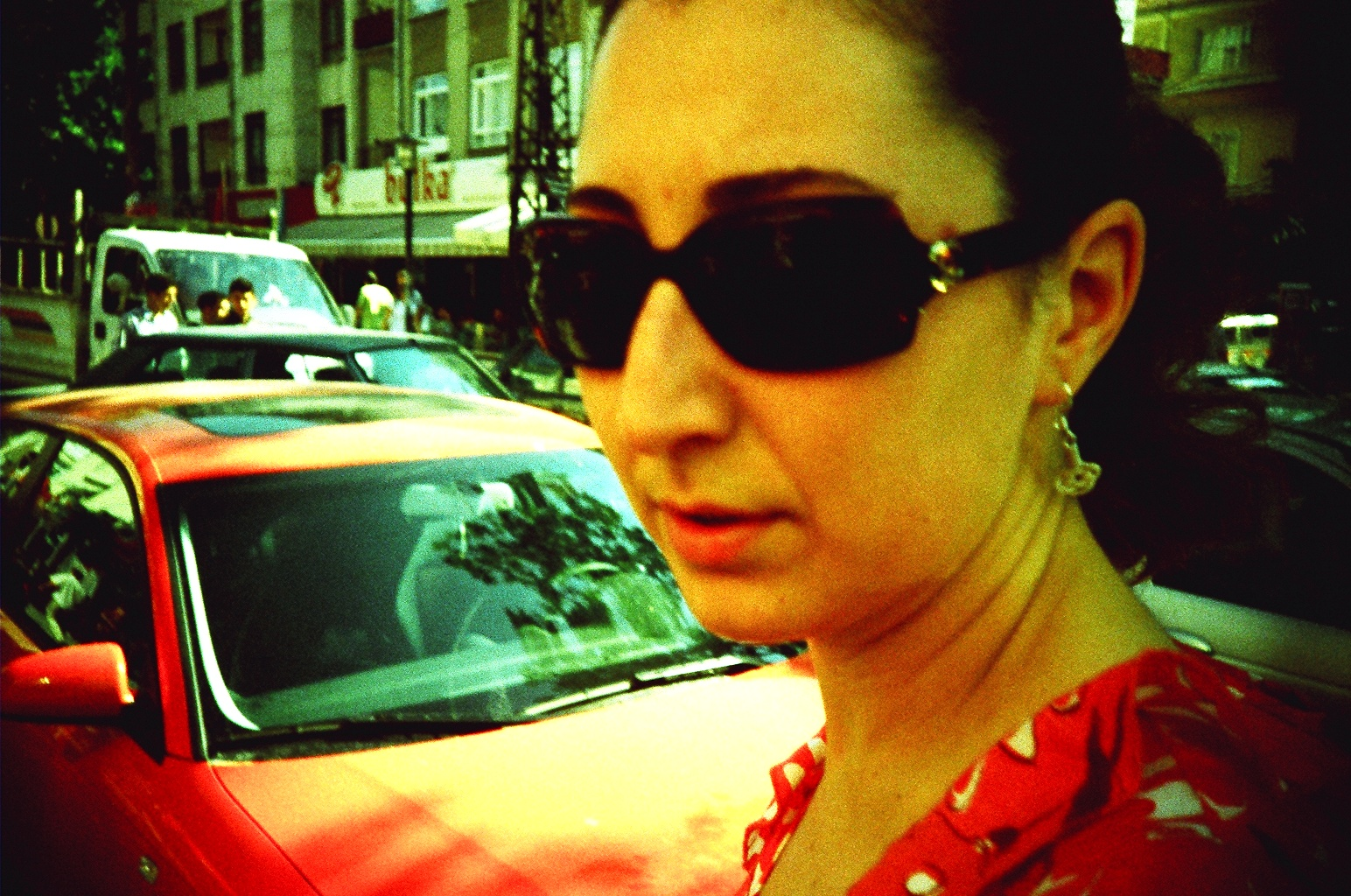
Pel·lícula Elite Chrome 400 revelada amb elements químics C-41.

- Pel·lícula Elite Chrome 400 revelada amb elements químics C-41. Procediment d'una pel·lícula positiva de pas universal en color amb elements químics C-41, que generaba una imatge negativa sobre una base sense color.
- Procesimdent d'una pel·lícula negativa en color amb elements químits E-6, que generava una imatge positiva però amb la base tronja un negatiu en color processat de forma normal.

## Processos
Tradicionalment el procés creuat de la pel·lícula positiva en color amb elements químics C-41 era el més comú. Alguns comerciants de sala obscura/fotografia de nivell comercial realitzaven aquest procés de revelat. Tot i així, el procés creuat podia adaptar moltes formes, com la pel·lícula negativa en color i/o la pel·lícula positiva de pas universal en color en un revelador de blanc i negre.
Es podien obtenir altres efectes interessants un cop es blanquejaven pel·lícules en color processades en elements químics de blanc i negre utilitzant una mescla dicromàtica de àcid clorhídric o una solució de triyodur de potassi (Kl3). Si aquestes pel·lícules blanquejades es reexposaven a la llum i es tornaven a processar a partir dels seus elements químics corresponents s'obtenien efectes pastels subtils de un contrast relativament baix.

## Característiques
Les fotografies de processos creuats es caracteritzaven moltes vegades per els seus colors artificials i el seu alt contrast. Els resultats del procés creuat diferien d'un cas a un altre, ja que estaven determinats per molts factors com la confecció i el tipus de pel·lícula utilitzada, la quantitat de llum la qual s'exposava sobre ella i el producte químic utilitzat per ser revelada.
Els efectes del procés creuat poden realitzar-se en fotografia digital per mitjà d'una sèrie de tècniques que comprenen la manipulació del contrast / brillantor, to / saturació i les corbes en editors d'imatge com ara Adobe Photoshop o GIMP; però, no tenen el caràcter impredictible de les imatges dels processos creuats tradicionals.

## Pel·lícules
Tot i que és molt subjectiu que les pel·lícules eren molt apropiades per els processos creuats, algunes es van tornar més populars que altres. Una de les més populars per processos creuats era la Agfa Precisa, i altres com les Fuji Astia i Provia 100. En les pel·lícules Fujichrome, la Sensia de 100 ASA oferia moltes vegades un matís magenta mentrestant que la de 200 ASA es decantava més pel color blau o verd. La subexposició també causava un fort efecte magenta.

## Exemples de processos creuats
- La pel·lícula Domino (2005) de Tony Scott va ser rodada a partir de material de pas universal en color i revelada amb procés creuat. "Quemada" intencionalment i rodada freqüentment a 6 fotogrames per segón, la pel·lícula tenia un aspecte enganxós d'alt contrast amb el color vermell com a dominant.
- La película Hellbreeder (2004) de James Eaves i Johannes Robert va ser rodada en material de pas universal en color i després revelada amb procés creuat.